# Andrew Rein
Pour les articles homonymes, voir Rein.
Andrew Rein est un lutteur américain spécialiste de la lutte libre né le 11 mars 1958.

## Biographie
Andrew Rein participe aux Jeux olympiques d'été de 1984 à Los Angeles dans la catégorie des poids légers et remporte la médaille d'argent.